# Куп Алпа
Куп Алпа (итал. Coppa delle Alpi), је међународни фудбалски турнир. Први пут је организован за потребе репрезентација Италије и њена такмичења током 1960. године. Касније је ово такмичење прерасло у међународни клупски турнир. Такмичење је одржавано у периоду од 1960. па све до 1987. године.

## Историјат
- 1960-61: такмичиле су се само екипе из Италије.
- 1962-66: у такмичење се укључиле и екипе из Швајцарске.
- 1967-68: такмичиле су се екипе из Немачке, Италије и Швајцарске.
- 1969-71: такмичиле су се екипе из Италије и Швајцарске.
- 1972-87: такмичиле су се екипе из Француске и Швајцарске.

## Финала купа Алпа

### Куп Алпа (1960-1987)
| Season       | Победник        | Победник         | Резултат                            | Финалиста       | Финалиста       |                 |
| ------------ | --------------- | ---------------- | ----------------------------------- | --------------- | --------------- | --------------- |
| 1987. Детаљи | Француска       | ФК Оксер         | 3 - 1                               | Швајцарска      | ФК Грасхопер    |                 |
| 1986         | Није се одржало | Није се одржало  | Није се одржало                     | Није се одржало | Није се одржало | Није се одржало |
| 1985. Детаљи | Француска       | ФК Оксер         | 1 - 0                               | Француска       | ФК Монако       |                 |
| 1984. Детаљи | Француска       | ФК Монако        | 2 - 0                               | Швајцарска      | ФК Грасхопер    |                 |
| 1983. Детаљи | Француска       | ФК Монако        | 2 - 1                               | Француска       | ФК Оксер        |                 |
| 1982. Детаљи | Француска       | ФК Нант Атлантик | 1 - 0                               | Швајцарска      | ФК Ксамакс      |                 |
| 1981. Детаљи | Швајцарска      | ФК Базел         | 2 - 2 pr., 5-3 pen                  | Француска       | ФК Сошо         |                 |
| 1980. Детаљи | Француска       | ФК Бордо         | 3 - 0                               | Француска       | ФК Ним Олимпик  |                 |
| 1979. Детаљи | Француска       | ФК Монако        | 3 - 1                               | Француска       | ФК Мец          |                 |
| 1978. Детаљи | Швајцарска      | ФК Сервет        | 4 - 0                               | Швајцарска      | ФК Лозана       |                 |
| 1977. Детаљи | Француска       | ФК Ремс          | 3 - 1                               | Француска       | ФК Бастија      |                 |
| 1976. Детаљи | Швајцарска      | ФК Сервет        | 2 - 1                               | Француска       | ФК Ним Олимпик  |                 |
| 1975. Детаљи | Швајцарска      | ФК Сервет        | 3 - 0                               | Швајцарска      | ФК Базел        |                 |
| 1974. Детаљи | Швајцарска      | ФК Јанг бојс     | 2 - 1                               | Швајцарска      | ФК Базел        |                 |
| 1973. Детаљи | Швајцарска      | ФК Сервет        | 1 - 0                               | Швајцарска      | ФК Лозана       |                 |
| 1972. Детаљи | Француска       | ФК Ним Олимпик   | 7 - 2                               | Француска       | ФК Бордо        |                 |
| 1971. Детаљи | Италија         | ФК Лацио         | 3 - 1                               | Швајцарска      | ФК Базел        |                 |
| 1970. Детаљи | Швајцарска      | ФК Базел         | 3 - 2                               | Италија         | ФК Фјорентина   |                 |
| 1969. Детаљи | Швајцарска      | ФК Базел         | 3 - 1                               | Италија         | ФК Болоња       |                 |
| 1968. Детаљи | Њемачка         | ФК Шалке 04      | 3 - 1                               | Швајцарска      | ФК Базел        |                 |
| 1967. Детаљи | Њемачка         | ФК Ајнтрахт      | 9 бод. - 7 бод. (играли по групама) | Њемачка         | ФК Минхен 1860  |                 |
| 1966. Детаљи | Италија         | ФК Наполи        | 8 бод. - 6 бод. (играли по групама) | Италија         | ФК Јувентус     |                 |
| 1965.        | Није одржано    | Није одржано     | Није одржано                        | Није одржано    | Није одржано    | Није одржано    |
| 1964. Детаљи | Италија         | ФК Ђенова        | 2 - 0                               | Италија         | ФК Катанија     |                 |
| 1963. Детаљи | Италија         | ФК Јувентус      | 3 - 2                               | Италија         | ФК Аталанта     |                 |
| 1962. Детаљи | Италија         | ФК Ђенова        | 1 - 0                               | Француска       | ФК Гренобл      |                 |
| 1961. Детаљи | Италија         | Италија          |                                     |                 |                 |                 |
| 1960. Детаљи | Италија         | Италија          |                                     |                 |                 |                 |